# Tang Xuānzong
Tang Xuānzong (zijn persoonlijke naam was Li Chen) (27 juli 810 – 7 september 859) was keizer van de Chinese Tang-dynastie. Hij regeerde van 846 tot 859. 
Xuānzong was een zoon van keizer Xianzong (778-820) en een oom van de drie voorgaande keizers. Hij had zich schijnbaar nooit echt geïnteresseerd in politiek maar eenmaal keizer ontpopte hij zich tot een intelligente en actieve heerser. Hij bevorderde de literatuur en liet verschillende compilaties op het gebied van de wet, bestuur en geschiedenis samenstellen. 
Xuānzong stopte met de religieuze vervolgingen die zijn voorganger Wuzong tegen het boeddhisme en andere 'vreemde' godsdiensten had georganiseerd. Zijn regering geldt als de laatste van de Tang-dynastie waarbij de keizer nog een effectief gezag uitoefende. Na zijn dood zou het land snel afglijden naar chaos en rebellie waarbij de keizers slechts een speelbal van de krijgsheren waren, totdat de dynastie in 907 definitief aan zijn einde kwam. 